# Lee Abbamonte
Lee Abbamonte FRGS es un bloguero de viajes afincado en Nueva York, personalidad de los viajes en el aire y empresario que ha estado en los 193 Estados miembros de las Naciones Unidas, el Polo Norte y el Polo Sur.

## Primeros años
Lee Abbamonte nació en Bridgeport (Connecticut) y se crio en Trumbull (Connecticut). Se graduó en 2000 en la Universidad de Maryland, College Park, donde se licenció en la Escuela de Negocios Robert H. Smith. Abbamonte obtuvo su MBA en la Thunderbird School of Global Management (ahora parte de la Arizona State University) en 2010.
Después de la universidad, Abbamonte trabajó en Wall Street, pasando por Cantor Fitzgerald en el One World Trade Center original, Intercontinental Exchange, Citigroup y Merrill Lynch.

## Carrera de viajero
En 2006, Abbamonte había visitado más de 100 países. En ese año lanzó su blog de viajes LeeAbbamonte.com y decidió esforzarse por visitar todos los países del mundo, completando el objetivo en 2011 a la edad de 32 años. Actualmente está considerado como una de las personas más viajeras del mund o y uno de los pocos que ha visitado todos los países y los dos polos geográficos.
Abbamonte ha aparecido en televisión cientos de veces, incluso como experto en CNN, FOX Business, Fox News, Bloomberg, Fox 5 New York y Travel Channel. Ha aparecido, se le ha citado o se ha escrito sobre él en docenas de publicaciones, como USA Today, BBC, Bravo, Chicago Tribune, Forbes, New York, Slate, Condé Nast Traveler, ABC News, The Washington Post, Martha Stewart Weddings, The Huffington Post, y U.S. News & World Report.
Como ponente, Abbamonte ha aparecido en The New York Times Travel Show, South by Southwest, Public Relations Society of America Travel and Tourism Conference, Travel Bloggers Exchange, Travel & Adventure Show, y New York Trav Fest, entre otros.
Abbamonte es miembro del Travelers' Century Club y miembro de la Royal Geographical Society. Durante una entrevista en el Frommers Radio Travel Show, Arthur Frommer le llamó el "Marco Polo del siglo XXI".

## Interés en deportes
Abbamonte es un fanático declarado de los deportes, y ha escrito y hablado sobre su amor por todos ellos. Sus equipos favoritos son los New York Yankees, los New York Giants, el baloncesto masculino de los Maryland Terrapins, el fútbol de los Miami Hurricanes, el Arsenal F.C., el FC Barcelona y los ya desaparecidos Hartford Whalers.
Abbamonte debutó en televisión en 2006, apareciendo en el programa de trivialidades deportivas de ESPN Stump the Schwab.